# Oberschüpf
Oberschüpf ist ein Stadtteil von Boxberg im Main-Tauber-Kreis im fränkisch und badisch geprägten Nordosten Baden-Württembergs.

## Geographie

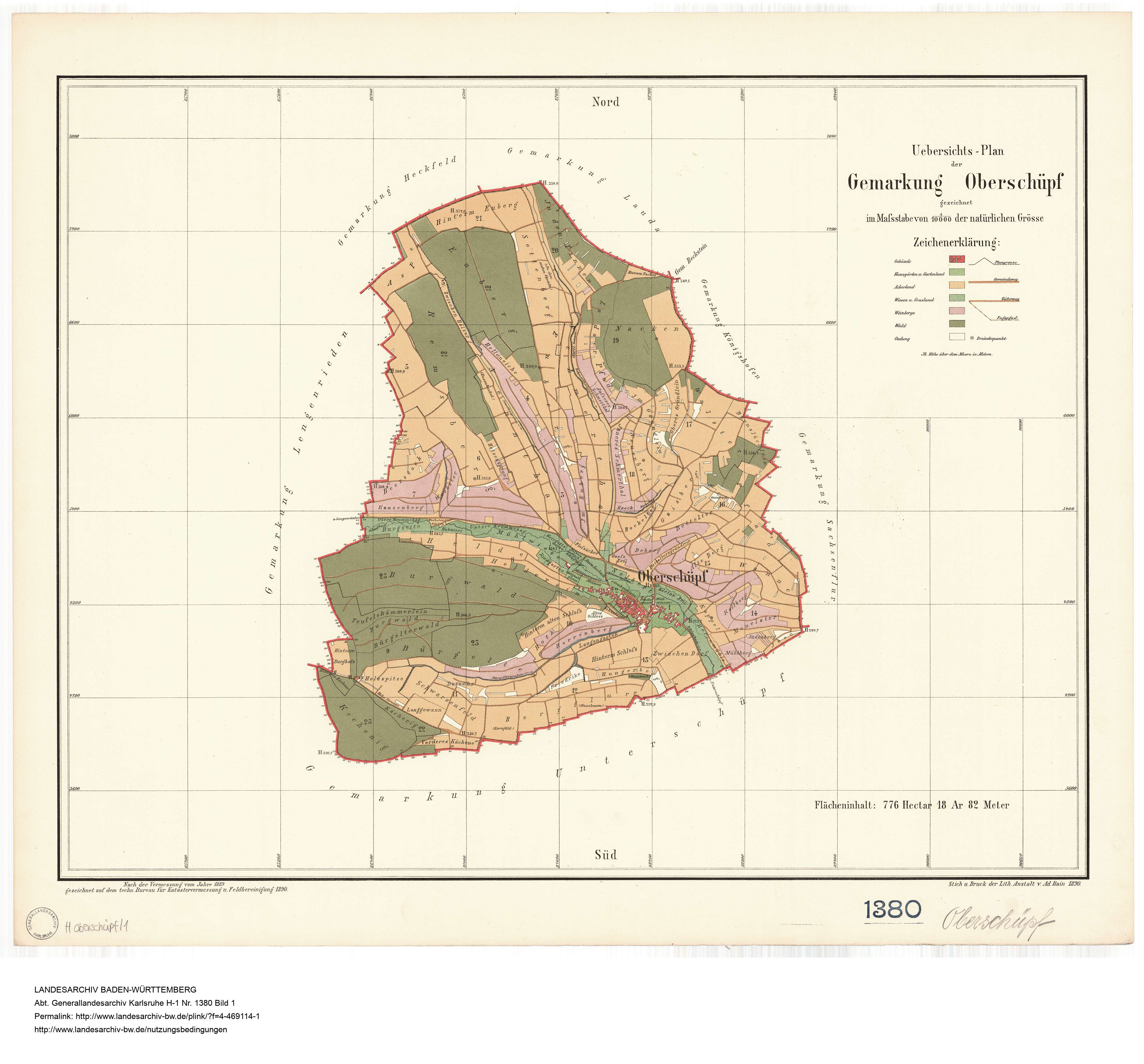
Die Gemarkung von Oberschüpf, 1889

Oberschüpf liegt im unteren Schüpfbachtal, einem Seitental der Umpfer. Der namensgebende Schüpfbach, der in einem großen Ahornwaldgebiet entspringt, durchfließt die Ortschaft, bevor er im nachfolgenden Unterschüpf von links in die Umpfer mündet. Das Dorf erstreckt sich vor allem am südwestlichen Hangfuß über dem Schüpfbach und ist im Ortskern dicht bebaut. Zur Gemarkung der ehemaligen Gemeinde Oberschüpf gehört außer dem Dorf Oberschüpf (⊙) kein weiterer Wohnplatz.

## Geschichte

### Mittelalter
Der Ort wurde im Jahre 1144 erstmals urkundlich erwähnt (als Schippa durch den Adel bezeugt) und ist wohl seit der fränkischen Zeit besiedelt und nicht von Unterschüpf unterschieden. 1324 wurde der Ort als Niedernschüpf erwähnt, wodurch auch der Name Oberschüpf zu erschließen ist. Oberhalb des Ortes befand sich eine Abschnittsburg mit doppeltem, tiefem Graben und einem durch Grabungen nachgewiesenen quadratischen Bergfried. Die Burg Schüpf war Sitz eines wichtigen Stauferministerialengeschlechts. Dieses wurde bereits vor 1144 unter den Namen Pris und Kolbo in der Umgebung König Konrads III. erwähnt und verzweigte sich in Linien zu Klingenberg am Main, Neukastel in der Pfalz, Schüpf selbst und Limpurg über Schwäbisch Hall. Der Schüpfer Zweig ist um 1261 ausgestorben.
Als Inhaber der wohl längst geteilten Burg Schüpf erschienen im Jahre 1324 die Lesche und im Jahre 1381 die Mertin von Mergentheim. Lehensherr war mindestens seit 1235 Hohenlohe. 1316 ging die Oberlehenshoheit des Königs an Kurmainz über. 1388 kam die Hälfte der hohenlohischen Rechte an den Adel von Tottenheim, der vorher schon damit belehnt war. Die andere Hälfte gelangte nach dem Aussterben der Hohenlohe-Brauneck an die von Herren von Rosenberg, die sie im Jahre 1413 innehatten. In den Auseinandersetzungen um Boxberg wurde die Burg Schüpf um 1470 zerstört. Daraufhin versuchten die Herren von Rosenberg die ganze Herrschaft zu erlangen, mussten sich jedoch wieder mit den Tottenheim einigen.

### Neuzeit
Die Hälfte des Ortes, welche den Herren von Rosenberg gehörte, fiel im Jahre 1632 an Mainz, wurde aber 1638 an die Grafen von Hatzfeld ausgegeben. 1794 übernahm sie wiederum Mainz selbst. Die andere Hälfte, welche den Tottenheim gehörte, wurde mehrmals geteilt und zersplitterte sich rasch weiter. Seit Mitte des 16. Jahrhunderts war die Zehnt Königshofen für die ganze Herrschaft Schüpf zuständig. Im Jahre 1690 wurden mehrere Ortsherren erwähnt. Seit dem 17. Jahrhundert waren die landeshoheitlichen Rechte zwischen Kurmainz und den Ortsherren in komplizierter Weise geteilt. Im Jahre 1803 fiel der Mainzer Anteil an Leiningen, bevor der ganze Ort im Jahre 1806 badisch wurde, nachdem Baden auch die Lehenshoheit über die zuvor auf verschiedene Erben verbliebenen Teile übernahm. Die Amtszugehörigkeit war von 1810 bis 1924 identisch mit der von Boxberg. Seither gehörte Oberschüpf zum Bezirksamt und Landkreis Tauberbischofsheim, der 1973 im neu gebildeten Main-Tauber-Kreis aufging.
Am 1. August 1974 wurde Oberschüpf in die Stadt Boxberg eingemeindet.

### Einwohnerentwicklung
Die Bevölkerung von Oberschüpf entwickelte sich wie folgt:
| Jahr | Gesamt |
| ---- | ------ |
| 1961 | 409    |
| 1970 | 429    |
| 2014 | 350    |

## Religion
Oberschüpf bildet zusammen mit Unterschüpf und Lengenrieden die evangelische Kirchengemeinde Schüpfer Grund. Knapp drei Viertel der Einwohner von Oberschüpf gehören zur evangelischen Kirchengemeinde.

## Politik
Das Wappen von Oberschüpf zeigt: In Silber aus grünen Blättern wachsend ein rotgekleideter Jüngling, in der Rechten einen schwarzen Spaten mit schwarzem Stiel und in der Linken eine grüne Traube haltend.

## Kultur und Sehenswürdigkeiten

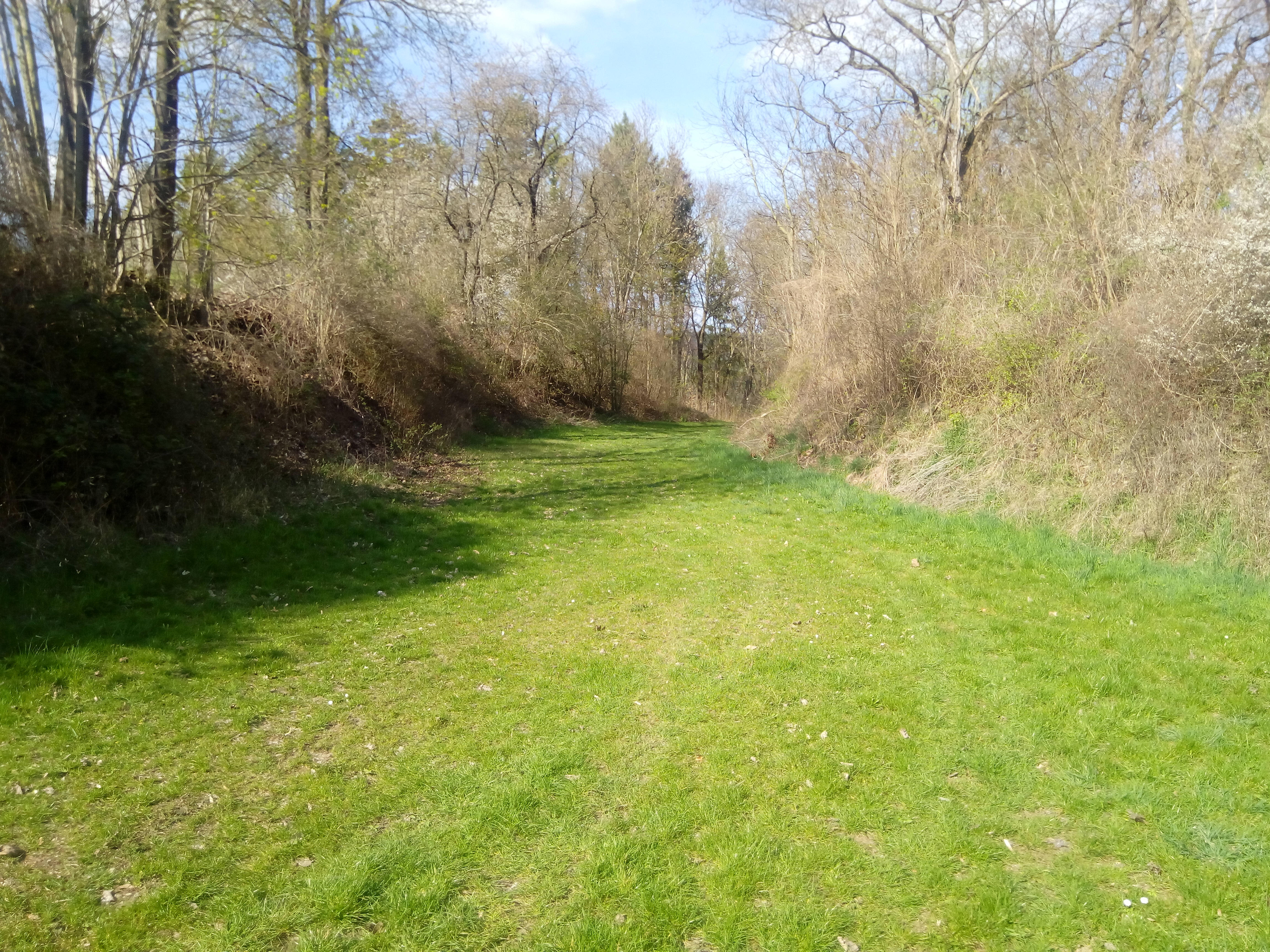
Reste des oberen Grabens der Burg Schüpf, auch Altes Schloss genannt

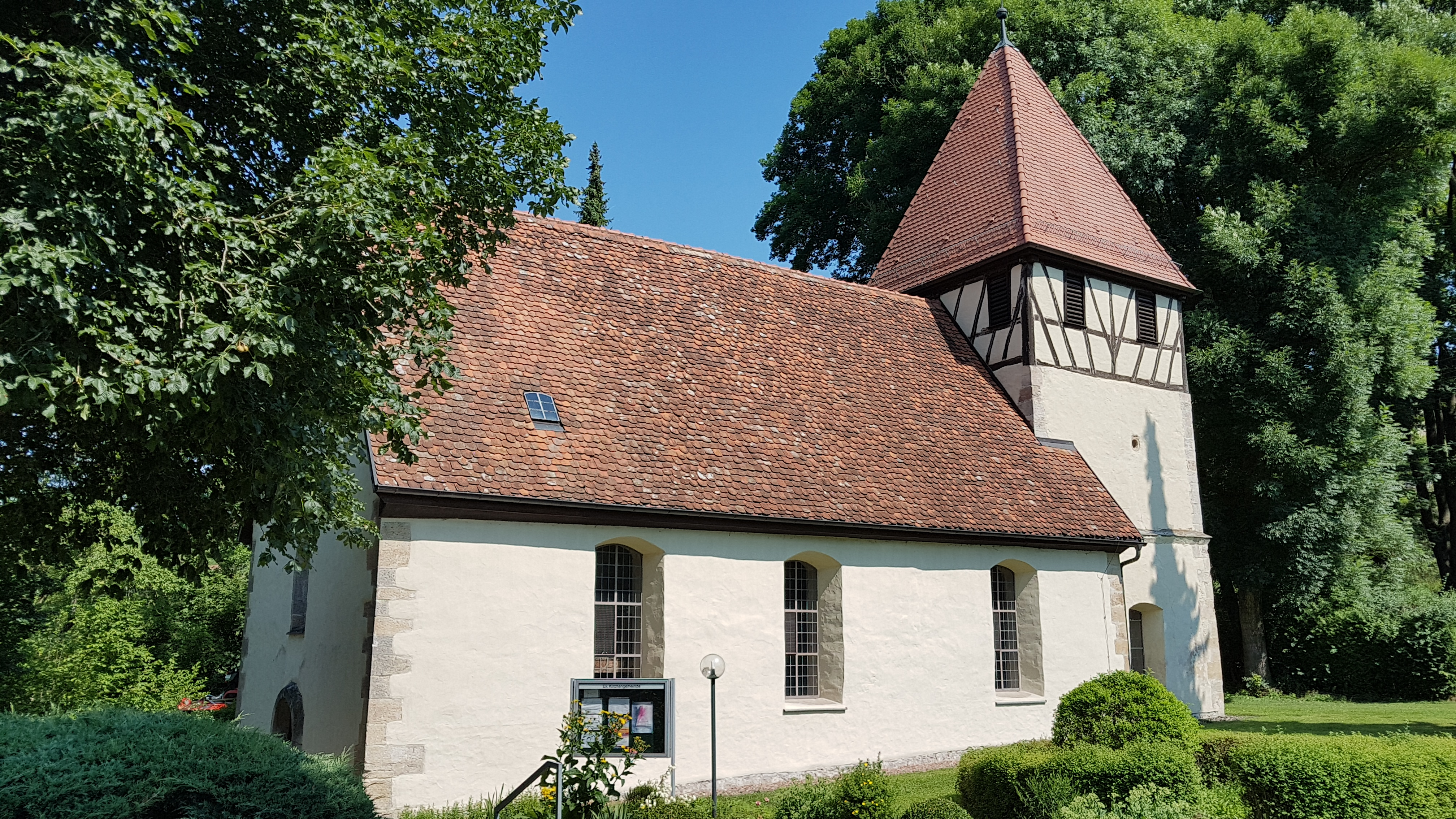
Evangelische Kirche Oberschüpf

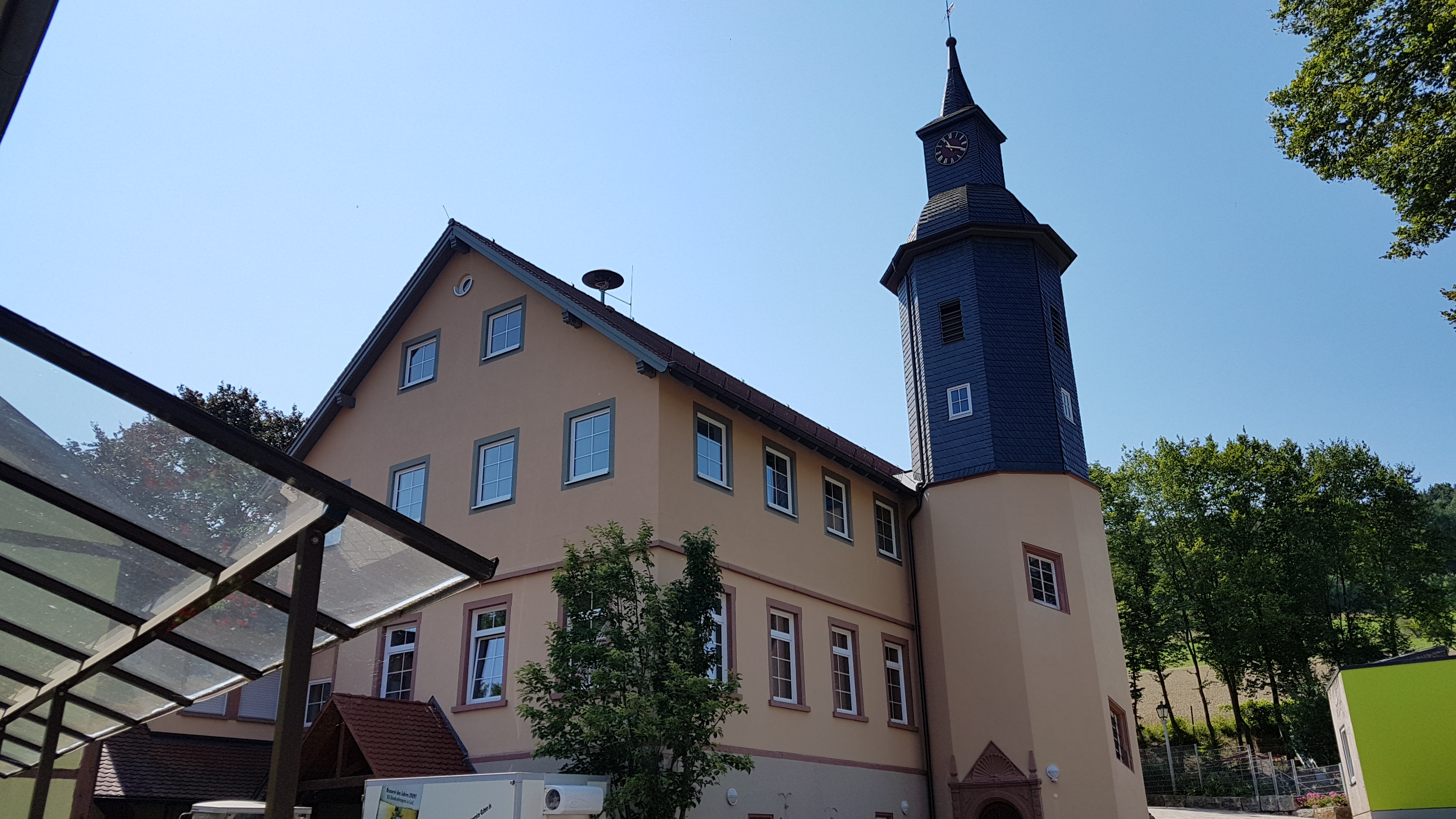
Neues Schloss Oberschüpf

### Kulturdenkmale
Unbewegliche Bau- und Kunstdenkmale des Ortes sind in der vom Regierungspräsidium Stuttgart herausgegebene Liste der Bau- und Kunstdenkmale aufgeführt. Eine Auskunft ist auf Anfrage bei der Unteren Denkmalschutzbehörde der Stadt Boxberg erhältlich.

### Burg Schüpf
Die Burg Schüpf (im Volksmund auch „Altes Schloss Oberschüpf“ genannt) ist die Ruine einer Spornburg auf einem Bergsporn oberhalb des Dorfes Oberschüpf.

### Schloss Oberschüpf
Das Schloss Oberschüpf (auch „Neues Schloss Oberschüpf“) befindet sich in der Ortsmitte. Früher gab es bereits mit der ehemaligen Burg Schüpf ein „Altes Schloss“. Das ehemalige Schloss diente später als Schul- und Rathaus. Es verfügt über einen alten Keller und Treppenturm mit Schmuckportal. Teile des Gebäudes stammen aus dem Jahre 1587.

### Wehrkirche Oberschüpf
Die evangelische Kirche in Oberschüpf ist eine einschiffige romanische Wehrkirche, die um 1200 errichtet wurde. Innenfresken stammen aus der Zeit um 1300. Es handelt sich um die älteste Wehrkirche Badens aus dem 12. Jahrhundert. Erwähnenswert ist, dass dort frühgotische Wandmalereien (um 1290) fast vollständig erhalten sind.

### Rad- und Wanderwege
Oberschüpf liegt am Schüpfbachtalradweg bzw. am Radweg Liebliches Taubertal – der Sportive.

## Wirtschaft und Infrastruktur

### Verkehr
Der Ort ist aus Südosten und aus Nordwesten jeweils über die L 579 zu erreichen, die entlang des Schüpfbachtals verläuft. Im Ortsbereich wird die L 579 zum einen Teil als Wehrstraße und zum anderen Teil als Untere Mauerstraße bezeichnet.

### Wohnen und Bauen
Ein Neubaugebiet wurde 1971 im Osten erschlossen.